# Csuklyás lombjáró
A csuklyás lombjáró (Wilsonia citrina) a madarak osztályának verébalakúak (Passeriformes) rendjébe és az újvilági poszátafélék (Parulidae) családjába tartozó faj.

## Rendszerezése
A fajt Pieter Boddaert holland orvos, biológus és ornitológus írta le 1783-ban, a Muscicapa nembe Muscicapa citrina néven. Sorolják a Wilsonia nembe Wilsonia citrina néven, egyetlen fajként. A nem neve Alexander Wilson skót-amerikai ornitológus emlékét őrzi.

## Előfordulása
A Kanada és az Amerikai Egyesült Államok délkeleti részén fészkel. Telelni délre a Karib-térségbe, Közép-Amerikába és Dél-Amerika északi részére vonul. Kóborló példányai eljutnak Európába is.
Természetes élőhelyei a mérsékelt övi erdők, szubtrópusi és trópusi síkvidéki esőerdők.

## Megjelenése
Testhossza 12-14 centiméter, szárnyfesztávolsága 20-22 centiméter.

## Életmódja
Apró rovarokkal, pókokkal és más ízeltlábúakkal táplálkozik.

## Szaporodása
Fészekalja 3–5 tojásból áll, melyen 12–13 napig kotlik. A fiókák kirepülési ideje még 8–13 nap.
|  |

## Természetvédelmi helyzete
Az elterjedési területe rendkívül nagy, egyedszáma pedig növekszik. A Természetvédelmi Világszövetség Vörös listáján nem fenyegetett fajként szerepel.